# Pemberton (Nova Jersey)
Pemberton és una població dels Estats Units a l'estat de Nova Jersey. Segons el cens del 2008 tenia 1.540 habitants.

## Demografia
Segons el cens del 2000, Pemberton tenia 1.210 habitants, 470 habitatges, i 316 famílies. La densitat de població era de 791,8 habitants/km².
Dels 470 habitatges en un 35,7% hi vivien nens de menys de 18 anys, en un 44,7% hi vivien parelles casades, en un 15,1% dones solteres, i en un 32,6% no eren unitats familiars. En el 26,4% dels habitatges hi vivien persones soles el 6% de les quals corresponia a persones de 65 anys o més que vivien soles. El nombre mitjà de persones vivint en cada habitatge era de 2,56 i el nombre mitjà de persones que vivien en cada família era de 3,06.
Per edats la població es repartia de la següent manera: un 26,8% tenia menys de 18 anys, un 9,5% entre 18 i 24, un 34,7% entre 25 i 44, un 20,1% de 45 a 60 i un 8,9% 65 anys o més.
L'edat mediana era de 34 anys. Per cada 100 dones de 18 o més anys hi havia 95,6 homes.
La renda mediana per habitatge era de 44.063 $ i la renda mediana per família de 48.500 $. Els homes tenien una renda mediana de 34.911 $ mentre que les dones 25.474 $. La renda per capita de la població era de 18.909 $. Aproximadament el 7,2% de les famílies i el 7,8% de la població estaven per davall del llindar de pobresa.

## Poblacions més properes
El següent diagrama mostra les poblacions més properes.